# Кидж Джонсон
Кидж Джонсон (англ. Kij Johnson полное имя Кэтрин Айрине Джонсон, англ. Katherine Irenae Johnson)(род. 20 января 1960[…], Харлан, Айова) — американская писательница и поэтесса, автор нескольких книг в жанре Фэнтези.

## Биография
Родилась в январе 1960 г. в городе Харлан (Айова), штат Айова, США.
Активно работает в издательском бизнесе — менеджером в издательствах Tor Books и Wizards of the Coast/TSR, составителем сборников для Dark Horse Comics и проект-менеджером в Microsoft Reader.
Ассоциативный директор в Центре изучения научной фантастики Канзасского университета, главный судья премии Теодора Старджона.
Кидж Джонсон преподавала писательское мастерство в Университете штата Луизиана и в Канзасском университете, читала лекции по творческой деятельности и писательскому мастерству в книжных магазинах нескольких городов США.
Автор трёх романов и более 30 рассказов. Она хорошо известна по своим адаптациям японской мифологии периода Хэйан.
Продав своё первое произведение в 1987 году, Джонсон публиковала свои рассказы в таких журналах, как «Amazing Stories», «Analog», «Asimov’s», «Duelist Magazine», «Fantasy & Science Fiction» и «Realms of Fantasy».
Её опубликованные романы включают два тома Хэйанской трилогии «Love/War/Death» — «The Fox Woman» и «Fudoki» — и написанный вместе с Грегом Коксом роман для сериала «Стар Трек» — «Dragon’s Honor». В планах Кидж Джонсон — «Claws and Teeth» (третий роман о Японии периода Хэйан) и новая книга «Kylen», о георгианской Англии.

## Награды
Лауреат премии Теодора Старджона (1994, за рассказ «Fox Magic»), World Fantasy Award (2008, за рассказ «26 Monkeys, Also the Abyss»), премии Nebula (2009, за рассказ «Spar») , 2010, за рассказ «Ponies», когда он разделил первое место в категории рассказов с Харланом Эллисоном) и другие. Есть множество номинаций на Hugo, Nebula и World Fantasy Award. Её роман «Fudoki» был назван Publishers Weekly одним из лучших научно-фантастических романов 2003 года.

## Произведения

### Самостоятельные романы
- The River Bank (2017)[5]

### Серия «Женщина-лиса» (Fox Woman)
1. The Fox Woman (2000) (Женщина-лиса)
2. Fudoki (2003)

### Сборники
- Tales for the Long Rains (2001)
- At the Mouth of the River of Bees (2012)

### Рассказы
- The Cat Who Walked a Thousand Miles (2011)
- Ponies (2011) (Пони)
- The Man Who Bridged the Mist (2012) (Мост через туман)
- The Dream-Quest of Vellitt Boe (2016)